# Падишах
Падишахът (на персийски: پادشاه, от пад – „господар“ и шах – „цар“) е монархическа титла в някои азиатски страни. Предшественик на титлата „падишах“ е персийската титла „шахиншах“, означаваща „цар на царете“. Сред мюсюлманите-сунити е разпространено мнението, че с титлата „цар на царете“ може да бъде наричан само Аллах, за това в сунитските монархии владетелят е наричан с нейния аналог „падишах“.
С титлата „падишах“ са наричани владетелите на няколко държави в Евразия, а именно на Османската империя (15-20 век), на Дуранийската империя (1747 – 1823) с център в Афганистан, на Моголската империя (1526 – 1858) и на Афганистан (1926 – 1973). Последният владетел, носил титлата падишах, е афганския монарх Захир шах (1914 – 2007). Сред европейците титлата падишах е аналогична на император.